# Йонсон, Антония
Антония Маргарет Акссон Йонсон (швед. Antonia Margaret Ax:son Johnson; род. 6 сентября 1943, Нью-Йорк) — шведская предпринимательница, одна из богатейших женщин Швеции. По данным журнала Forbes, на 2018 год её состояние оценивается в 6,3 млрд долларов.

## Биография
Антония Йонсон окончила французскую школу в Стокгольме, а затем училась в Рэдклифф-колледже в США. В 1971 году она получила степень магистра по экономике и психологии в Стокгольмском университете.
С 1971 года работает в шведской инвестиционной компании Axel Johnson AB, основанной в 1873 году её прадедушкой Акселем Йонсоном. В 1982 году Антония Йонсон сменила своего отца на посту руководителя компании. В 2015 году она ушла с поста главы компании, передав его своей дочери Каролин Берг, однако осталась в составе правления.
Йонсон владеет 50 % акций Axfood, одной из крупнейших компаний пищевой промышленности в Скандинавии. Она также владеет конным заводом в городе Упландс-Весбю и является председателем Шведской ассоциации выездки. Она замужем за Йораном Эннерфельтом (род. 1940), бывшим генеральным директором компании Axel Johnson AB. У неё четверо детей. Живёт в Стокгольме.

## Награды
- Командор Большого креста ордена Вазы (2024 год)[3].